# موكاجيفا
موكاجيفا (بالأوكرانية: Мука́чево) و(بالمجرية: Munkács)‏ هي مدينة تقع في مقاطعة زاكارباتيا أوبلاست، في غرب أوكرانيا، عدد السكان 86,339 (2016 عام)، سكان موكاجيفا رسميًا (77.1 ٪) من أصل أوكراني. الروس (9.0 ٪)؛ المجريون (8.5 ٪)؛ الألمان (1.9٪)؛ الرومانيون (1.4٪).